# Hildegardia gillettii
Hildegardia gillettii là một loài thực vật có hoa thuộc họ Sterculiaceae. Loài này chỉ có ở Somalia, và hiện đang bị đe dọa vì mất môi trường sống.